# Hurley (Wisconsin)
Hurley es una ciudad ubicada en el condado de Iron en el estado estadounidense de Wisconsin. En el Censo de 2010 tenía una población de 1.547 habitantes y una densidad poblacional de 166,8 personas por km². La ciudad fue bautizada en nombre de M. A. Hurley, un destacado abogado de Wausau nacido en Canadá.

## Geografía
Hurley se encuentra ubicada en las coordenadas 46°26′33″N 90°12′35″O / 46.44250, -90.20972. Según la Oficina del Censo de los Estados Unidos, Hurley tiene una superficie total de 9.27 km², de la cual 8.86 km² corresponden a tierra firme y (4.5%) 0.42 km² es agua.

## Demografía
Según el censo de 2010, había 1.547 personas residiendo en Hurley. La densidad de población era de 166,8 hab./km². De los 1.547 habitantes, Hurley estaba compuesto por el 97.54% blancos, el 0.06% eran afroamericanos, el 0.84% eran amerindios, el 0.19% eran asiáticos, el 0% eran isleños del Pacífico, el 0.13% eran de otras razas y el 1.23% pertenecían a dos o más razas. Del total de la población el 0.78% eran hispanos o latinos de cualquier raza.